# 哥德爾本體論證明
哥德爾本體論證明是數學家库尔特·哥德尔對11世紀意大利僧侶聖安瑟倫對於神存在性的本體論論點整理並改進後所作的數學表達方式。聖安瑟倫後曾有17世紀的莱布尼茨提出了另一個較複雜的宇宙論證版本，而這個就是哥德爾所研究並嘗試用其本體論邏輯論點去澄清的版本。
雖然哥德爾有宗教信仰，他從未發表這個證明。他在1970年代絕食而死的前幾年不斷將這個論點向身邊的朋友們展示，他去世九年後，即1987年，這論點才被出版。
哥德爾的論證證明用上了由他本人及克里普克等20世紀邏輯學家所發展的模态逻辑，分開了必需的真與偶然的真。{\displaystyle \Box } 表示必然性，而 {\displaystyle \Diamond } 表示可能性。證明的關鍵在於利用「神可能存在」（定理２）及神的極致性（定義１）去推導出「神必然存在」（定理４）。在S5模態邏輯系統的框架下，這項結論可謂全然有效，因此相當驚人。然而，若使用相同的邏輯推論去假設極致偉大的存有不存在，也同樣沒有任何自相矛盾之處。

## 證明

### 聖安瑟倫的論點
11世紀的意大利僧侶聖安瑟倫，其論點用最簡潔的表達如下：「God, by definition, is that than which a greater cannot be thought（i.e.{\displaystyle G(x)\iff \forall \varphi [P(\varphi )\rightarrow \varphi (x)]}）. God exists in the understanding（i.e.{\displaystyle \Diamond \;\exists x\;G(x)}）. If God exists in the understanding, we could imagine Him to be greater by existing in reality. Therefore, God must exist.{\displaystyle \Box \;\exists x\;G(x)}」。也就是：
1：根据定义，我们不能想出任何比神更伟大的存在。
2：神存在于我们的思想之中。
3：如果神存在于我们的思想之中，那么我们可以想象，如果神存在于实际之中的话，祂就更加伟大。
推论：神必须存在。

### 哥德爾的證明
哥德爾的證明若以符號表達，則如下：
```

  

    

      

        
G

      

    

    
{\displaystyle G}

  

 解「像神特性」，

  

    

      

        
φ

      

    

    
{\displaystyle \varphi }

  

及

  

    

      

        
ψ

      

    

    
{\displaystyle \psi }

  

為任一特性，

  

    

      

        
P

        
(

        
φ

        
)

      

    

    
{\displaystyle P(\varphi )}

  

 解 「

  

    

      

        
φ

      

    

    
{\displaystyle \varphi }

  

 為正（可解「完美」或「偉大」）特性」， 

  

    

      

        
φ

        
(

        
x

        
)

      

    

    
{\displaystyle \varphi (x)}

  

 解「 x 擁有 

  

    

      

        
φ

      

    

    
{\displaystyle \varphi }

  

 特性」，

  

    

      

        
E

      

    

    
{\displaystyle E}

  

 解「必需存在」， 

  

    

      

        
φ

        

        
ess

        

        
x

      

    

    
{\displaystyle \varphi \;\operatorname {ess} \;x}

  

 解 「

  

    

      

        
φ

      

    

    
{\displaystyle \varphi }

  

 是 x 的本質（essence）」，

  

    

      

        
◻

      

    

    
{\displaystyle \Box }

  

 表示「必然性」，而 

  

    

      

        
◊

      

    

    
{\displaystyle \Diamond }

  

 表示「可能性」:
```

{\displaystyle {\begin{array}{rl}{\mbox{Ax. 0.}}&\Box \;\exists \varphi \;P(\varphi )\\{\mbox{Ax. 1.}}&\lbrace P(\varphi )\land \Box \;\forall x[\varphi (x)\rightarrow \psi (x)]\rbrace \rightarrow P(\psi )\\{\mbox{Ax. 2.}}&P(\neg \varphi )\leftrightarrow \neg P(\varphi )\\{\mbox{Th. 1.}}&P(\varphi )\rightarrow \Diamond \;\exists x\;[\varphi (x)]\\{\mbox{Df. 1.}}&G(x)\iff \forall \varphi [P(\varphi )\rightarrow \varphi (x)]\\{\mbox{Ax. 3.}}&P(G)\\{\mbox{Th. 2.}}&\Diamond \;\exists x\;G(x)\\{\mbox{Df. 2.}}&\varphi \;\operatorname {ess} \;x\iff \varphi (x)\land \forall \psi \lbrace \psi (x)\rightarrow \Box \;\forall y[\varphi (y)\rightarrow \psi (y)]\rbrace \\{\mbox{Ax. 4.}}&P(\varphi )\rightarrow \Box \;P(\varphi )\\{\mbox{Th. 3.}}&G(x)\rightarrow G\;\operatorname {ess} \;x\\{\mbox{Df. 3.}}&E(x)\iff \forall \varphi [\varphi \;\operatorname {ess} \;x\rightarrow \Box \;\exists y\;\varphi (y)]\\{\mbox{Ax. 5.}}&P(E)\\{\mbox{Th. 4.}}&\Box \;\exists x\;G(x)\end{array}}}

#### 語譯
公設 0：在所有特性中挑出正特性{\displaystyle \varphi }是可能的。（i.e.在所有特性當中，我們總得界別其中一些為正，否則定義正特性已經沒意思了。）
公設 1：任何被一個正特性{\displaystyle \varphi }必然蘊涵的特性{\displaystyle \psi }為正。
公設 2：一個特性{\displaystyle \varphi }的邏輯非爲正當且僅當{\displaystyle \varphi }為非正。（i.e.特性{\displaystyle \varphi }與非{\displaystyle \varphi }必為一正一非正）
定理 1：如果一個特性{\displaystyle \varphi }為正，那它是相容（consistent）的，即是，{\displaystyle \varphi }可能找得到例子（exemplified）。（i.e.所有正的特性都可能存在實例。）
定義 1：x像神當且僅當x擁有所有正特性。（i.e.神就是擁有所有正特性的物體）
公設 3：像神特性G為正（i.e.能稱得上神，是一種正特性）
定理 2：可能存在一個物體x像神（i.e.神可能存在）。
定義 2：{\displaystyle \varphi }是x的本質（essence）當且僅當「{\displaystyle \varphi }是x的特性」及「對於x所擁有的每一個特性{\displaystyle \psi }，對所有y而言{\displaystyle \psi }皆由{\displaystyle \varphi }而來」
公設 4：假如一個特性{\displaystyle \varphi }為正，那{\displaystyle \varphi }必然為正。
定理 3：假若一件物體x像神，那像神的特性G是其本質（essence）。
定義 3：x必需存在當且僅當x的每一個本質（essence）{\displaystyle \varphi }必然能找得到例子（exemplified）
公設 5：「必需存在」此特性（名為特性E），為正。
定理 4：像神的特性G必然能找到例子（exemplified）（i.e.神必然存在）。

#### 定理 1至4的證明
{\displaystyle P(\varphi )\to \neg P(\neg \varphi ){\mbox{ (i.e. 由 Ax. 2)}}\;}
{\displaystyle \to \neg \lbrace P(\varphi )\land \Box \;\forall x[\varphi (x)\to (\neg \varphi )(x)]\rbrace {\mbox{ (i.e. 由 Ax. 1)}}\;}
{\displaystyle \to \neg \Box \;\forall x[\varphi (x)\to \neg \varphi (x)]{\mbox{  (i.e.}}\ (\lnot \varphi )(x){\mbox{ 的 定 義 為 }}\ \lnot (\varphi (x))}
{\displaystyle \to \Diamond \;\neg \forall x[\varphi (x)\to \neg \varphi (x)]\;}
{\displaystyle \to \Diamond \;\exists x\lbrace \neg [\varphi (x)\to \neg \varphi (x)]\rbrace \;}
{\displaystyle \to \Diamond \;\exists x[\varphi (x)]\;}
{\displaystyle P(G){\mbox{ (i.e. 由 Ax. 3)}}\;}
{\displaystyle \rightarrow \Diamond \ \exists x[G(x)]{\mbox{ (i.e. 由 Th. 1)}}\;}
Lemma 1:
{\displaystyle \forall \varphi [P(\varphi )\rightarrow \varphi (x)]}
{\displaystyle \rightarrow \forall \varphi [P(\lnot \varphi )\rightarrow (\lnot \varphi )(x)]}
{\displaystyle \rightarrow \forall \varphi [\lnot P(\varphi )\rightarrow \lnot \varphi (x)]{\mbox{ (i.e. 由 Ax. 2)}}\;}
{\displaystyle \rightarrow \forall \varphi [P(\varphi )\leftarrow \varphi (x)]}
Lemma 2:
{\displaystyle G(x)\iff \forall \varphi [P(\varphi )\rightarrow \varphi (x)]{\mbox{ (i.e. 由 Df. 1)}}\;}
{\displaystyle \rightarrow \lbrace G(x)\iff \forall \varphi [P(\varphi )\iff \varphi (x)]\rbrace {\mbox{ (i.e. 由 Lemma 1)}}\;}
Lemma 3:
{\displaystyle \Box \forall y\lbrace G(y)\iff \forall \varphi [P(\varphi )\rightarrow \varphi (y)]\rbrace {\mbox{ (i.e. 由 Df. 1)}}\;}
{\displaystyle \rightarrow \Box \forall y(\forall \varphi \lbrace [G(y)\land P(\varphi )]\rightarrow \varphi (y)\rbrace )}
{\displaystyle \rightarrow \forall \varphi \lbrace P(\varphi )\rightarrow [\Box \forall y(G(y)\rightarrow \varphi (y))]\rbrace }
Th. 3的證明:
{\displaystyle G(x)\rightarrow G(x)\land \forall \varphi \lbrace \varphi (x)\rightarrow P(\varphi )\rbrace {\mbox{ (i.e. 由 Lemma 2)}}\;}
{\displaystyle \rightarrow (G(x)\land \forall \varphi \lbrace \varphi (x)\rightarrow [\Box \forall y(G(y)\rightarrow \varphi (y))]\rbrace ){\mbox{ (i.e. 由 Lemma 3)}}\;}
{\displaystyle \rightarrow G\;\operatorname {ess} \;x{\mbox{ (i.e. 由 Df. 2)}}\;}
{\displaystyle \Diamond \;\exists x[G(x)]\to \Diamond \;\exists x\lbrace G(x)\land \forall \varphi [P(\varphi )\to \varphi (x)]\rbrace {\mbox{ (i.e. 由 Df. 1)}}\;}
{\displaystyle \to \Diamond \;\exists x\lbrace G(x)\land [P(E)\to E(x)]\rbrace \;}
{\displaystyle \to \Diamond \;\exists x[G(x)\land E(x)]{\mbox{ (i.e. 由 Ax. 5)}}\;}
{\displaystyle \to \Diamond \;\exists x(G(x)\land \forall \varphi \lbrace \varphi \;\operatorname {ess} \;x\to \Box \;\exists y[\varphi (y)]\rbrace ){\mbox{ (i.e. 由 Df. 3)}}\;}
{\displaystyle \to \Diamond \;\exists x(G(x)\land \lbrace G\;\operatorname {ess} \;x\to \Box \;\exists y[G(y)]\rbrace )\;}
{\displaystyle \to \Diamond \;\exists x\lbrace G(x)\land \Box \;\exists y[G(y)]\rbrace {\mbox{ (i.e. 由 Th. 3)}}\;}
{\displaystyle \to \Diamond \;\Box \;\exists y[G(y)]\;}
{\displaystyle \to \Box \;\exists y[G(y)]{\mbox{ (i.e. 由 S5 中 的 公 理 E)}}\;}
{\displaystyle \to \Box \;\exists x[G(x)]\;}
{\displaystyle \therefore \Box \;\exists x[G(x)]{\mbox{ (i.e. 由 Th. 2)}}\;}

#### 證明中用到的公設
哥德爾證明中的公設有5項：
公設 0: 在所有特性中挑出正特性是可能的。哥德爾定義正特性頗不清晰：「正解作在道德美學上為正（independently of the accidental structure of the world）......It may also mean pure attribution as opposed to privation (or containing privation)." 值得注意的是，正不能簡單地被解讀爲「善」（good），因爲最大的善特性和最小的惡特性的合取是非正特性。正可以被解作「完美」（perfective），即「純粹的善」（purely good）。(Gödel 1995)
然後我們假設以下幾個條件成立（公設 1至3可被總結為「那些正特性們形成了一個超滤子」）：
公設 1: 假如 φ 為正特性且 φ 必然蘊涵 ψ，那 ψ 也是正。
公設 2: 假如 φ 是一個特性，則在 φ 與其邏輯非——「非 φ 」中有且只有一個為正特性。
公設 3: 「像神特性」G爲正特性。
公設 4: 若 φ 為正特性，則其必然為正特性。
公設 5: 「必需存在性」E爲正特性。This mirrors the key assumption in Anselm's argument.

## 批評
對哥德爾本體論證明的大部份批評，皆在於其公設部份。正如任何邏輯系統，假如其所依賴的公設備受懷疑，則結論也會受到懷疑。此情況特別適用於哥德爾的證明，因為其所依賴的5條公設，全部也是可以質疑的。此證明並不表示其結論正確，但假如你接受了那些公設，結論就是正確的。
很多哲學家質疑這些公設。第一層的攻擊，在於指出沒有任何理據支持為何這些公設為正確。第二層則是這些公設帶來一個不受歡迎的結論「模態塌陷」（modal collapse），即對於所有公式 {\displaystyle p}，{\displaystyle p\to \Box p} 成立。由 S5 的公理 T 可得 {\displaystyle \Box p\to p}，故{\displaystyle p\leftrightarrow \Box p}。這使得所有必然真、偶然真和可能真重合，並被部分哲學家解釋爲對自由意志概念的否定。

## 外部連結
- Kurt Gödel's Ontological Argument
- Stanford Encyclopedia of Philosophy: Ontological Argument（页面存档备份，存于）